# Ньютаун-Сент-Бозуэлс
Нью́таун-Сент-Бозуэлс (англ. Newtown St Boswells; гэльск. Baile Ùr Chille Bhoisil) — населённый пункт со статусом села (village), административный центр шотландского округа Скоттиш-Бордерс. Традиционно относится к исторической области Роксбургшир. Располагаясь на реке Бауден-Берн (Bowden Burn), граничит с другими населёнными пунктами: Сент-Бозуэлс — на юго-востоке и с Мелроз — на северо-западе.

## История
Первые упоминания о Ньютаун-Сент-Бозуэлсе относятся к XVI веку. В разное время поселение упоминалось под названиями Newtoune, Newtown of Eildon, Neuton, Newtown of Dryburgh. С давних времён здесь мололи зерно на водяных мельницах. После открытия железнодорожной станции сюда стали съезжаться по вопросам торговли сельскохозяйственных животных. С закрытием станции в 1969 году популярность места снизилась.
В 1975—1996 годах Ньютаун-Сент-Бозуэлс служил административным центром округа Этрик-энд-Лодердейл и региона Скоттиш-Бордерс, а после реформы местного самоуправления стал центром округа Скоттиш-Бордерс и штаб-квартирой местного самоуправления.
Главной достопримечательностью являются руины Драйбургского аббатства, расположенные неподалёку на берегу реки Туид.

## Развитие

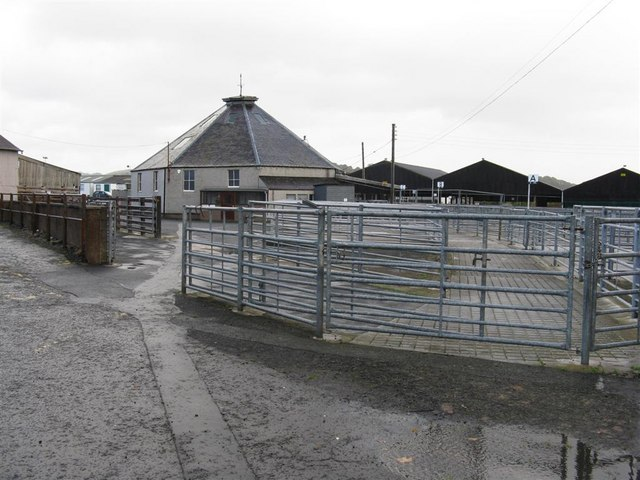
Скотный рынок.

Чтобы удвоить число жителей населённого пункта, реализовывается программа по постройке 900 домов. Открытие железнодорожного направления Уэйверли, которое соединит находящийся неподалёку Туидбэнк с Эдинбургом, может превратить Ньютаун-Сент-Бозуэлс в спальный район.
В 2007 году удалось перенести участок скотной ярмарки на другую сторону дороги A68 и высвободить тем самым участок под застройку жилыми домами.

## Образование
Ньютаун-Сент-Бозуэлс обслуживается двумя начальными школами — Newtown Primary School и англ. St Boswells Primary School. Ближайшая средняя школа — Earlston High School — находится 7-ми км, в Эрлстоне.

## Комментарии
1. ↑  Часто ошибочно пишут Newton St. Boswells[2], что по-русски даёт Ньютон-Сент-Бозуэлс.